# 東寧總制
東寧總制，又称東寧總制使，為台灣明鄭時期初期總轄台灣的官職。永曆二十八年（1674年），東寧總制正式設立，由明鄭諮議參軍陳永華担任。
該職務主要目的為鄭經西征中國大陸期間，留守台灣之用。经數年，鄭經攻打福建失利回台後，該總制並未取消。永曆三十四年（1680年）五月，陳永華因病辭卸該官職，並於同年七月逝世。之後，即無人擔任該官職。